# Rochester Knighthawks
O Rochester Knighthawks ou K-Hawks é um clube profissional de box lacrosse, sediado em Rochester, Estados Unidos. O clube disputa a National Lacrosse League.

## História
A franquia foi fundada em 1995, para disputar Major Indoor Lacrosse League.